# Tim Leibold
Tim Leibold (* 30. November 1993 in Böblingen) ist ein deutscher Fußballspieler. Er steht seit Januar 2023 in der Major League Soccer bei Sporting Kansas City unter Vertrag.

## Karriere

### Vereine

#### Anfänge
Leibold war bis zur C-Jugend für den VfB Stuttgart, für den zeitgleich auch sein 14 Monate älterer Bruder Steffen spielte, aktiv. Beide hatten die Begeisterung für den Sport vom Vater sowie dem Großvater geerbt und auch der Onkel mütterlicherseits war im Fußball verwurzelt. Bei einem Talentetag war Tim Beobachtern des VfB aufgefallen, einer Aufnahme in die Jugendabteilung hatte Vater Volker jedoch nur unter der Bedingung, dass beide Söhne eine Chance erhielten, zugestimmt. Aufgrund ihres geringen Altersunterschieds spielten die Brüder häufiger in derselben Mannschaft, unter anderem trafen sie dabei auf den späteren Nationaltorhüter Bernd Leno. Anschließend gingen beide zur TSF Ditzingen, bis sich ihre Wege im Jahr 2009 trennten und Tim schließlich der SGV Freiberg beitrat. In der Saison 2012/13 absolvierte er nach dem Ende seiner fußballerischen Ausbildung mit Freiberg in der Oberliga Baden-Württemberg 33 Spiele und erzielte dabei fünf Treffer. Zur folgenden Spielzeit wechselte der Defensivspieler zurück nach Stuttgart in die zweite Mannschaft des VfB.
Leibold gab für den VfB Stuttgart II am 20. Juli 2013 am 1. Spieltag der Saison 2013/14 in der 3. Liga gegen Borussia Dortmund II sein Profidebüt. Der Weg in die erste Mannschaft blieb ihm jedoch verwehrt, da ihn Sportchef Fredi Bobic für nicht tauglich befand.

#### 1. FC Nürnberg
Zur Saison 2015/16 wechselte er zum 1. FC Nürnberg. Nach zwei Partien für die Regionalligamannschaft kam der Schwabe zunächst auf seiner angestammten Position auf der linken defensiven Außenbahn zum Einsatz. Nachdem Trainer René Weiler dann einen weiteren Neuzugang, László Sepsi, auf seine Position verschob, rückte Leibold anstelle von Kapitän Jan Polák in die Zentrale zu Hanno Behrens. Ab Winter war er nur noch als offensiv agierender Mittelfeldspieler auf der linken Außenbahn tätig, schoss vier Tore und bereitete zwei weitere vor. Als Meisterschaftsdritter scheiterte Leibold mit dem Team im Anschluss in der Aufstiegsrelegation an Eintracht Frankfurt. Aufgrund einer Schambeinentzündung sowie einer Adduktorenverletzung verpasste er den Großteil der Spielzeit 2016/17, kehrte aber im Sommer 2017 wieder aufs Feld zurück. Leibold stand in 32 von 35 Pflichtspielen in der Startelf und verpasste lediglich 225 Einsatzminuten. Durchgängig bespielte er nun wieder die linke Seite als Teil der Viererkette, konnte aber trotzdem sieben direkte Torbeteiligungen nachweisen. Als Vizemeister gelang dem Club dann zur Saison 2018/19 die Rückkehr in die Bundesliga, auch hier war der Schwabe ein unverzichtbarer Bestandteil im Defensivverbund. Die Mannschaft gewann jedoch nur drei Spiele, musste die viertmeisten Gegentore hinnehmen und stieg als Tabellenletzter wieder in die 2. Liga ab.

#### Hamburger SV
Zur Saison 2019/20 wechselte Leibold zum Hamburger SV, bei dem er einen Vertrag bis zum 30. Juni 2023 erhielt. Unter dem Cheftrainer Dieter Hecking war Leibold unumstrittener Stammspieler und verpasste während der Saison keine Spielminute. Neben einem selbst erzielten Tor wurde der Linksverteidiger mit 16 Torvorlagen bester Vorlagengeber der Spielzeit. Insbesondere überzeugte er in der Hinrunde mit guten Leistungen, nach der er vom Kicker mit einer Durchschnittsnote von 2,91 hinter Moritz Heyer (VfL Osnabrück) als zweitbester Abwehrspieler der Liga bewertet wurde. In der Rückrunde ließen die Leistungen Leibolds und die der gesamten Mannschaft, die nach der Hinrunde noch auf einem direkten Aufstiegsplatz gestanden hatte, nach. Am Saisonende verpasste der HSV auf dem 4. Platz auch im zweiten Jahr den Wiederaufstieg in die Bundesliga. Leibold schaffte es dennoch in die Kicker-Elf der Saison. Der Spieler selbst übernahm mit den Worten „Wir haben es selbst vergeigt, darum beschweren wir uns auch nicht, dass wir nicht aufgestiegen sind.“ Verantwortung und benannte mehrere späte Remis und Niederlagen als einen Grund für den Misserfolg. Die Mannschaft wäre, so Leibold, „am Ende einfach zu unreif“ gewesen, die „Knockouts“ hätten dafür gesorgt, dass zum Saisonende hin „die Köpfe leer, die Beine zu schwer“ waren.
Zur Saison 2020/21 wurde Leibold vom neuen Cheftrainer Daniel Thioune als Nachfolger von Aaron Hunt zum Mannschaftskapitän ernannt. Er gehörte wieder zum Stammpersonal und erzielte in 29 Spielen 4 Tore, davon ein Doppelpack, als er am 26. Spieltag im Mittelfeld aufgeboten wurde. In der Folge kam Leibold noch 2-mal im Mittelfeld zum Einsatz, ansonsten war er auf der Linksverteidigerposition gesetzt. Der HSV wurde erneut Vierter und verpasste den Wiederaufstieg.
Zur Saison 2021/22 wurde Tim Walter neuer Cheftrainer. Dieser ernannte den Neuzugang Sebastian Schonlau zum neuen Mannschaftskapitän. Er blieb jedoch als Teil des Mannschaftsrats Vize-Kapitän. War Leibold in den beiden Vorjahren auf der Linksverteidigerposition noch weitgehend konkurrenzlos, wurde im Sommer 2021 Miro Muheim verpflichtet. Leibold verteidigte allerdings seinen Stammplatz und kam bei den ersten 11 Ligaspielen stets in der Startelf zum Einsatz. Ende Oktober 2021 zog sich der 27-Jährige bei der zweiten Runde des DFB-Pokals einen Kreuzbandriss zu. Leibold fiel daraufhin bis zum Saisonende aus. Der HSV erreichte ohne ihn auf dem 3. Platz die Relegation, in der man sich Hertha BSC geschlagen geben musste.
Am 1. Spieltag der Saison 2022/23 gab Leibold sein Comeback in einem Pflichtspiel, als er kurz vor dem Abpfiff eingewechselt wurde. Im Laufe der Hinrunde kam er hinter Miro Muheim nicht über den Reservistenstatus hinaus. Aufgrund eines im Oktober 2022 erlittenen Muskelfaserrisses stand der Linksverteidiger ab dem 11. Spieltag nicht mehr zur Verfügung. Bis zur Winterpause kam er daher nur auf 4 Ligaeinsätze (2-mal Startelf).

#### Sporting Kansas City
Im Januar 2023 einigte sich Leibold mit dem HSV auf eine vorzeitige Auflösung seines noch bis zum Saisonende laufenden Vertrags. Er wechselte daraufhin in die Major League Soccer und unterschrieb beim Franchise Sporting Kansas City einen Vertrag bis zum 30. Juni 2025 mit der Option auf ein weiteres Jahr.

### Nationalmannschaft
Am 10. Oktober 2013 feierte Tim Leibold gegen die Türkei im ersten Spiel eines Vier-Nationen-Turniers in der niederländischen Gemeinde Gemert sein Debüt für die deutsche U20-Nationalmannschaft. In den folgenden vier Tagen wurde Leibold auch in den beiden weiteren Partien des U20-Turniers, aus dem er mit Deutschland als Sieger hervorging, eingesetzt.

## Erfolge und Auszeichnungen
Erfolge
- Aufstieg in die Bundesliga: 2018

Auszeichnungen
- Kicker-Elf der Saison (2. Bundesliga): 2019/20